# Erma Grant Smith
Erma Grant Smith var en bahamansk feminist. Hon var ordförande i National Women's Council och deltagare i kampanjen för införandet av kvinnlig rösträtt på Bahamas.